# Daniel Stroock
Daniel Wyler Stroock (Nova Iorque, 20 de março de 1940) é um matemático estadunidense. É especialista em teoria da probabilidade.

## Biografia
Graduado pela Universidade Harvard em 1962, com doutorado pela Universidade Rockefeller em 1967. Lecionou no Instituto Courant de Ciências Matemáticas e na Universidade do Colorado em Boulder, sendo atualmente professsor da cátedra Simons do Instituto de Tecnologia de Massachusetts. É conhecido por seu trabalho com S. R. Srinivasa Varadhan sobre processos de difusão, pelo qual recebeu o Prêmio Leroy P. Steele de 1996. Stroock é membro da Academia Nacional de Ciências dos Estados Unidos.,
Foi palestrante convidado do Congresso Internacional de Matemáticos em Varsóvia (1983: Stochastic analysis and regularity properties of certain partial differential operators). É fellow da American Mathematical Society.

## Citação
A matemática é um, e possivelmente o único, esforço humano para o qual existe um amplo, se não universal, critério reconhecido para determinar a verdade. Por esta razão, os matemáticos podem evitar algumas das disputas intermináveis que afligem outros campos. Por outro lado, eu algumas vezes me pergunto se as questões mais interessantes não são aquelas para as quais tais disputas são inevitáveis.